# Ergavia carinata
Ergavia carinata är en fjärilsart som beskrevs av Fabricius 1787. Ergavia carinata ingår i släktet Ergavia och familjen mätare. Inga underarter finns listade i Catalogue of Life.